# كيفن موران
كيفن موران (بالإنجليزية: Kevin Moran)‏، من مواليد 29 أبريل 1956، لاعب كرة قدم إيرلندي سابق.
لعب مع منتخب إيرلندا لكرة القدم.

## روابط خارجية
- كيفن موران على موقع الاتحاد الدولي (مؤرشف)  (الإنجليزية)
- كيفن موران على موقع الاتحاد الأوربي (الإنجليزية)
- كيفن موران على موقع قاعدة بيانات كرة القدم.إي يو (الإنجليزية)
- كيفن موران على موقع ناشيونال فوتبول تيمز (الإنجليزية)
- كيفن موران على موقع عالم كرة القدم.نت (الإنجليزية)